# Masateru Akita
Masateru Akita (秋田 政輝 Akita Masateru?), född 25 september 1982 i Chiba prefektur, är en japansk före detta fotbollsspelare.
Akita började sin karriär 2005 i Mito HollyHock. Han spelade 36 ligamatcher för klubben. 2007 flyttade han till Banditonce Kobe. Efter Banditonce Kobe spelade han för Zweigen Kanazawa. Han avslutade karriären 2009.